# Derby (motorfietsmerk)
Derby is een Brits historisch merk van motorfietsen.
De bedrijfsnaam was: Edward De Poorter and Co., Great Tower Street, London.
De Poorter produceerde alleen in 1901 en 1902 motorfietsen die nogal afweken van de gebruikelijke modellen. De motor was gemonteerd achter het balhoofd van een verstevigd fietsframe aan de neergaande framebuis en dreef een via een ketting een asje achter de zadelpen aan. Vanaf dat asje werd het achterwiel door een riem aangedreven. De accu en de ontsteking zaten in een tasje achter het zadel. In het laatste jaar werden inbouwmotoren van verschillende merken, waaronder MMC-snuffelklepmotoren, toegepast.